# Åke Senning
Åke Senning, född 14 december 1915 i Rättviks församling, Dalarna, död 21 juli 2000 i Zürich, var en svensk kirurg.

## Biografi
Åke Senning var son till distriktsveterinären David Senning och Elly Säfström. Han studerade i Stockholm och Karolinska institutet, där han 1944 blev med. lic. och 1952 disputerade med Ventricular fibrillation during extracorporeal circulation used as a method to prevent air-embolisms and to facilitate intracardiac operations. Sedan fick han en docentur vid Karolinska institutet och blev laborator där 1958. År 1961 blev han kallad till professuren i kirurgi vid Kantonsspital Zürich och tjänstgjorde där till 1985. 
Åke Senning var den första hjärtkirurg som framgångsrikt lyckades operera transposition av de stora kärlen via en ytterst sinnrik metod där blodet leddes rätt redan på förmaksnivå. Transposition av de stora kärlen betyder att kropps- och lungpulsådern har bytt plats och avgår från fel kamrar.Denna operation görs fortfarande men har ofta ersatt med en så kallad switch operation där arteria pulmonalis och aorta byter plats. 
Senning är internationellt känd eftersom han var en av de läkare som genomförde världens första operation av en pacemaker avsedd att sitta inuti en patient. Det skedde den 8 oktober 1958 på Karolinska sjukhuset. Patienten hette Arne Larsson. Senning utvecklade i samarbete med bland andra Clarence Crafoord och Viking Björk hjärt-lungmaskinen. På kirurgiska kliniken vid Kantonsspital i Zürich genomförde Andreas Grüntzig 16 september 1977 världens första perkutana ballongvidgning av ett kranskärl.
Senning var gift med Ulla-Britt Ronge, dotter till skogschef Erik Ronge och Gudrun Sönsteby.